# Kappadókia
Kappadókia (görögül: Καππαδοκία; törökül Kapadokya) egy Kis-Ázsiában (ma Törökország) fekvő terület ősi neve, melyet délen a Torosz-hegység, északon a Fekete-tenger, keleten az Eufrátesz határolt. A térség részét képezte az asszírok által Hattumnak nevezett földrajzi és politikai egységnek, és körülbelül megegyezik a Hettita Birodalom korának Felső-Hatti nevű régiójával.

## Néveredet
Az i. e. 6. században említették először a Kappadókia nevet a három nyelven írt akhaimenida feliratokon, I. Dareiosz és Xerxész idejében, mint a Perzsa Birodalomhoz tartozó országot (perzsául dahyu-). A birodalomhoz tartozó országok listáján a Katpatuka név szerepel, mely nyilvánvalóan nem perzsa eredetű. Az akkád és elamita feliratokon is hasonló nevet találunk.
Hérodotosz szerint a Katpatuka nevet a perzsák adták a kappadókiaiaknak, míg a görögök "szíriaiaknak" vagy "fehérszíriaiaknak" (Leucosyri) nevezték őket. Az egyik kappadókiai törzs, melyet Hérodotosz megnevez, a moschoi, akiket Iosephus Flavius a bibliai Jáfet fiával, Mésekkel hoz kapcsolatba: "és a moschoi (mosocheni) [törzset] Mosoch alapította; ők most a Kappadókiaiak".

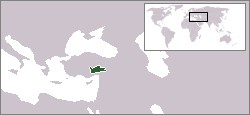
Kappadókia i. e. 188.

A későbbi perzsa uralkodók idején a területet két szatrápiára (kormányzóság, tartomány) osztották, az egyiket továbbra is Kappadókiának hívták, a másik neve Pontusz lett. A terület kettéválasztása még Xenophón ideje előtt történt. A perzsák bukása után a két tartomány továbbra is különálló maradt, és külön fejlődött. A Kappadókia név így kizárólag a belső tartományt jelöli.
A Kappadókiai Királyság még Sztrabón idejében is fennállt. A Kilikia nevű régiójában feküdt az ország fővárosa, Caesarea Mazaca (ma Kayseri). Két olyan városa volt az országnak, melyet Sztrabón említésre méltónak tartott: Caesarea (eredetileg Mazaca) és Tyana, nem messze a Torosz-hegység lábától.

## Földrajz, éghajlat
Kappadókia Kelet-Anatóliában, a mai Törökország szívében fekszik. Hatalmas, ezer métereres fennsíkok és hegyek alkotják, a legmagasabb csúcs 3916 méter magas. Az éghajlat ennek megfelelően szélsőségesen kontinentális és hegyvidéki: a nyár forró, a tél hosszú, fagyos és rendkívül havas. Már az ókori ember életében is meghatározó természeti erőként volt jelen itt a hó és a hóvihar, mely elvágta egymástól az emberi településeket és elszigetelte a lakosságot, így az itt kialakult kultúrtáj kedvezett a remetéségnek. 

## Történelem
A bronzkorban a Hettita Birodalom része volt. Hatti bukása után a moschoi törzset Kürosz hódította meg az i. e. 6. században, majd Kappadókiában egy rövid időre feudális arisztokrácia uralkodott. A területet az I. Darieosz perzsa király által létrehozott rendszerbeli 3. szatrápiába sorolták be, de sokáig saját uralkodókkal rendelkezett. Egyikük sem tudott az egész ország felett uralkodni és valószínűleg adót fizettek Darieosznak. Kappadókia végül elnyerte szabadságát I. Ariarathes uralkodása alatt, aki Nagy Sándor kortársa volt.
A provinciát Nagy Sándor maga sosem látogatta meg; a területet folyamatosan Ariarathes dinasztiája uralta hosszú időn keresztül, kivéve egy rövid ideig Nagy Sándor halála után, amikor a területeket felosztották maguk között a hadvezérek és Kappadókia Euménesz kezére került. I. e. 322-ben Perdiccas régens vette át a hatalmat, aki kivégeztette Ariarathes királyt. Az Euménesz halálát okozó viszálykodás közepette Ariarathes fia visszaszerezte a trónt, ami után a dinasztia tagjai zavartalanul uralkodtak Kappadókiában.

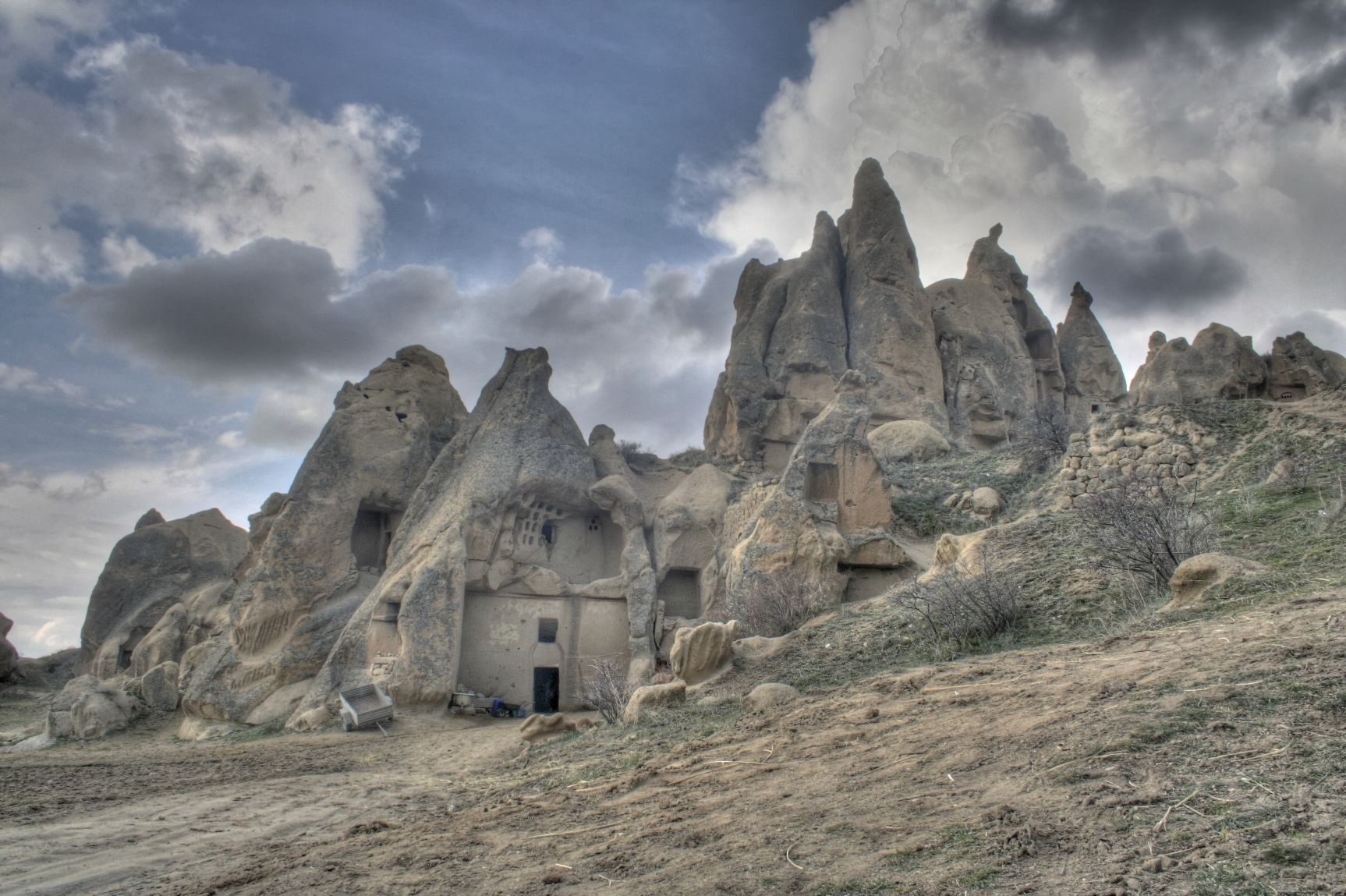
Karszthegyek Kappadókiában

IV. Ariarathes uralkodása alatt Kappadókia kapcsolatba került Rómával; először mint ellenségek (III. Antiochus hadjáratai révén), később mint szövetségesek Perszeusz makedón király ellen. V. Ariarathes a római prokonzul Crassus oldalán vonult hadba Aristonicus ellen, aki Pergamon trónját követelte. Seregeit i. e. 130-ban győzték le a rómaiak.
Róma támogatta a kappadókiaiakat Mithridates elleni küzdelmükben is; akik megválasztották Ariobarzanes-t uralkodójuknak i. e. 93-ban, de addig nem léphetett hatalomra az új dinasztia, míg a rómaiak le nem győzték a pontuszi és örmény királyokat i. e. 63-mal bezárólag. A polgárháború idején Kappadókia hol Pompeiust, hol Iulius Caesart, hol Marcus Antoniust támogatta. Az Ariobarzanes dinasztia után Archelaus került a trónra, aki először Marcus Antonius, majd Augustus pártján állt, és i. sz. 17-ig meg is tudta tartani országa függetlenségét, akkor azonban Tiberius császár a király halálát követően provinciaként a birodalomhoz csatolta azt.

## Turizmus Kappadókiában

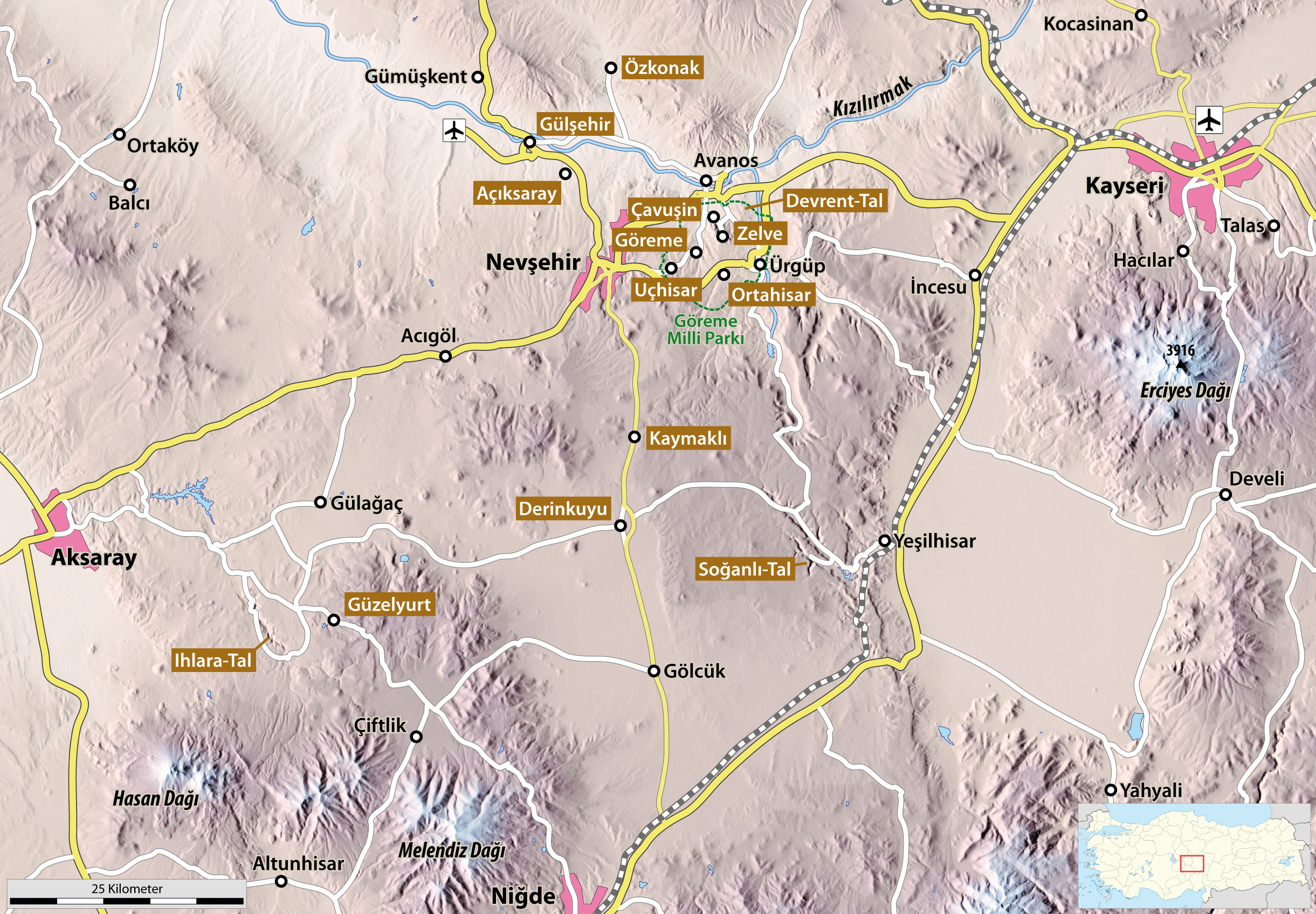
Turisztikai látványosságok térképe

Kappadókiában találhatóak a híres föld alatti városok, melyek az első keresztények búvóhelyei voltak. Ma turistalátványosságnak számítanak, de néhány lakást szállodaként is üzemeltetnek, illetve akár meg is lehet vásárolni néhányat.
Népszerű és a világon egyedülálló látványosságok a számtalan, furcsa alakú „Tündérkémények”, a Göreme völgy holdbéli vidéke, a Göreme Nemzeti Park, a sziklatemplomok, Kaymakli és Derinkuyu föld alatti városai, a Zelve völgy, Avanos (edények), az Uchisar sziklaerőd, az Ihlara völgy és Soglani.
Egyre népszerűbbek a kerékpáros és lovaglótúrák a területen. Évente 850 000 külföldi és 1 millió török turista látogat Kappadókiába.
A kappadókiai tájak a filmeseket is megihlették; 1983-ban itt forgatták a Yor, the Hunter from the Future c. sci-fi filmet, és sokak szerint a  Csillagok háborúja díszleteihez is felhasználtak kappadókiai motívumokat, de Török Ferenc Isztambul című filmjében is szerephez jut. Emellett 2016 és 2018 között itt forgatták a Mavi szerelme (Aşk ve Mavi) című sorozatot is.[forrás?]

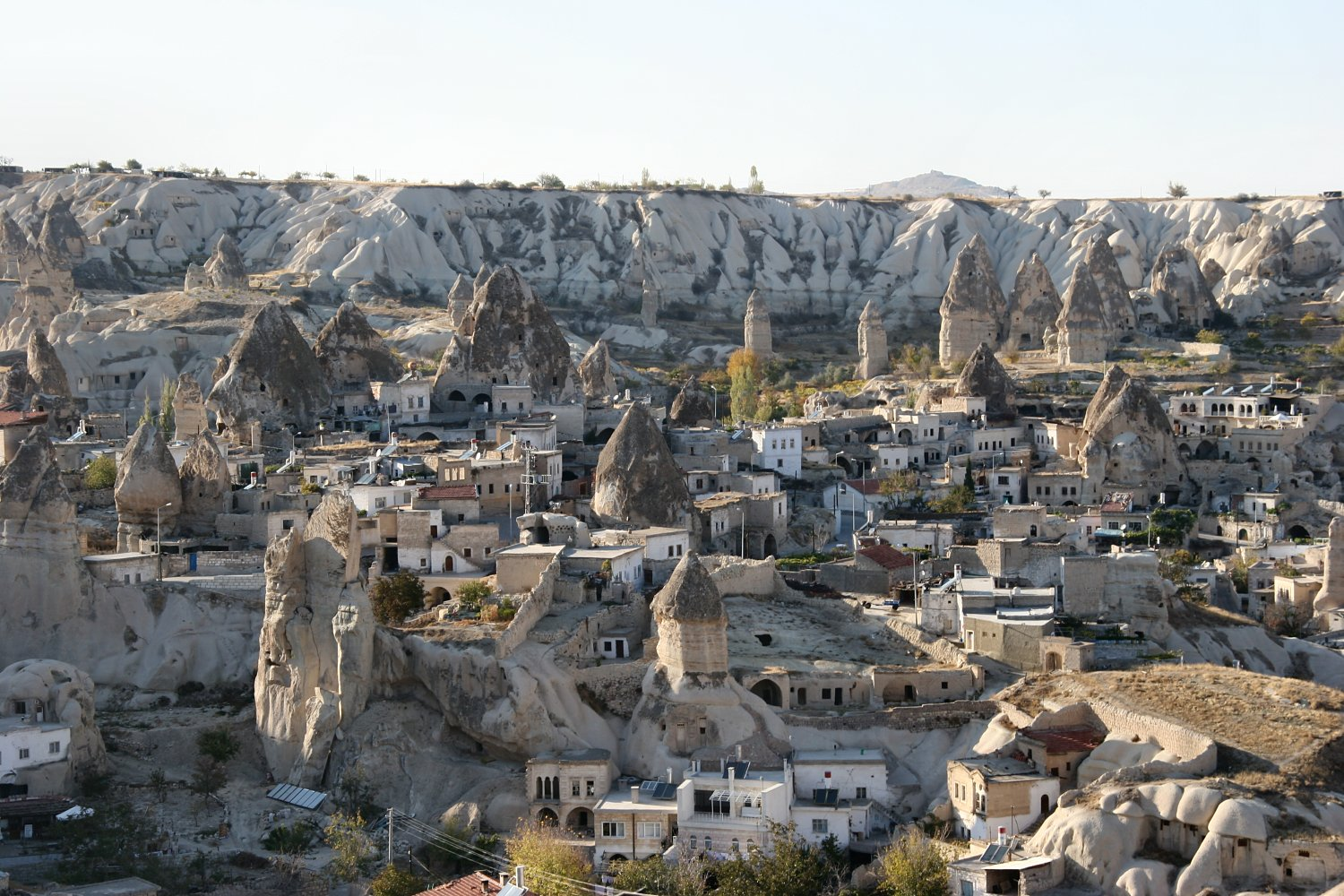
Göreme